# Monferran-Savès
Monferran-Savès è un comune francese di 737 abitanti situato nel dipartimento del Gers nella regione dell'Occitania.

## Società

### Evoluzione demografica
Abitanti censiti